# Équipe cycliste Benfica
L'Équipe cycliste Benfica est une formation portugaise de cyclisme professionnel sur route. Elle appartient aux équipes continentales professionnelles et participe donc principalement aux épreuves des circuits continentaux, tout en pouvant profiter d’invitations sur des courses du ProTour. L'équipe a été dissoute à la fin de la saison 2008.

## Histoire de l'équipe
L'équipe Benfica naît en 2007 parmi les équipes continentales professionnelles. Elle est emmenée par son leader José Azevedo. En 2008, l'équipe est dissoute faute de moyen.

## Saison 2008

### Effectif
| Coureur                        | Date de naissance | Nationalité | Équipe 2007      | Équipe 2009                        |
| ------------------------------ | ----------------- | ----------- | ---------------- | ---------------------------------- |
| Tiago Claro                    | 18.10.1984        | Portugal    | Néoprofessionnel |                                    |
| José Azevedo                   | 19.09.1973        | Portugal    |                  | Fin de carrière                    |
| Cândido Barbosa                | 31.12.1974        | Portugal    | Liberty Seguros  | Palmeiras Resort-Tavira            |
| Javier Benítez                 | 03.01.1979        | Espagne     |                  | Contentpolis-Ampo                  |
| Bruno Miguel Castanheira Gomes | 04.02.1977        | Portugal    |                  | Barbot-Siper                       |
| Mário Costa                    | 15.11.1985        | Portugal    | Néoprofessionnel |                                    |
| Rui Costa                      | 05.10.1986        | Portugal    |                  | Caisse d'Épargne                   |
| Pedro Miguel Lopes             | 29.06.1975        | Portugal    |                  | Centro Ciclismo de Loulé-Louletano |
| Bruno Sancho                   | 13.12.1985        | Portugal    | Néoprofessionnel |                                    |
| José Mendes                    | 24.04.1985        | Portugal    | Néoprofessionnel | Liberty Seguros                    |
| Helder Miranda                 | 23.02.1979        | Espagne     |                  |                                    |
| Danail Petrov                  | 05.02.1978        | Bulgarie    |                  | Madeinox-Boavista                  |
| Edgar Pinto                    | 27.08.1985        | Portugal    | Néoprofessionnel | Liberty Seguros                    |
| Rubén Plaza                    | 29.02.1980        | Espagne     | Caisse d'Épargne | Liberty Seguros                    |
| Mikel Pradera                  | 06.03.1975        | Espagne     |                  | Fin de carrière                    |
| Hugo Sancho                    | 04.02.1982        | Portugal    |                  |                                    |

### Victoires
Victoires sur les circuits continentaux
| Date       | Course                                                | Pays     | Classe | Vainqueur       |
| ---------- | ----------------------------------------------------- | -------- | ------ | --------------- |
| 1er mars   | Tour de la Communauté valencienne                     | Espagne  |        | Rubén Plaza     |
| 14 juin    | 3e étape du GP Internacional CTT Correios de Portugal | Portugal |        | Danail Petrov   |
| 9 juillet  | 1re étape du Trophée Joaquim Agostinho                | Portugal |        | Danail Petrov   |
| 18 juillet | Prologue du Tour de la communauté de Madrid           | Espagne  |        | Rubén Plaza     |
| 13 août    | Prologue du Tour du Portugal                          | Portugal |        | Rubén Plaza     |
| 20 août    | 6e étape du Tour du Portugal                          | Portugal |        | Cândido Barbosa |
| 22 août    | 8e étape du Tour du Portugal                          | Portugal |        | Cândido Barbosa |
| 6 octobre  | 1re étape du Tour de Chihuahua                        | Mexique  |        | Javier Benítez  |
| 10 octobre | 5e étape du Tour de Chihuahua                         | Mexique  |        | Javier Benítez  |
| 12 octobre | 7e étape du Tour de Chihuahua                         | Mexique  |        | Javier Benítez  |

## Saison 2007

### Effectif
| Coureur                        | Date de naissance | Nationalité | Équipe 2006                       |
| ------------------------------ | ----------------- | ----------- | --------------------------------- |
| José Azevedo                   | 19.09.1973        | Portugal    | Discovery Channel                 |
| Javier Benítez                 | 03.01.1979        | Espagne     | Grupo Nicolás Mateos              |
| Bruno Miguel Castanheira Gomes | 04.02.1977        | Portugal    | Maia Milaneza                     |
| Rui Costa                      | 05.10.1986        | Portugal    | Néo-pro                           |
| Rui Lavarinhas                 | 09.01.1971        | Portugal    | Riberalves-Alcobaça               |
| Pedro Miguel Lopes Goncalves   | 29.06.1975        | Portugal    | L.A Aluminios-Liberty Seguros     |
| Helder Miranda                 | 23.02.1979        | Espagne     | Riberalves-Alcobaça               |
| Didac Ortega                   | 05.04.1982        | Espagne     | Néo-pro                           |
| José Antonio Pecharromán       | 16.06.1978        | Espagne     | Comunidad Valenciana              |
| Daniel Petrov                  | 05.02.1978        | Bulgarie    | Maia - Milaneza                   |
| Mikel Pradera                  | 06.03.1975        | Espagne     | Caisse d'Épargne - Illes Baleares |
| Sérgio Ribeiro                 | 28.11.1980        | Portugal    | Barbot-Halcon                     |
| Hugo Sancho                    | 04.02.1982        | Portugal    | Néo-pro                           |
| Renato Silva                   | 22.05.1976        | Portugal    | Imoholding-Loulé Jardim Hotel     |

### Victoires
Victoires sur les circuits continentaux
| Date       | Course                                                          | Pays     | Classe | Vainqueur      |
| ---------- | --------------------------------------------------------------- | -------- | ------ | -------------- |
| 15 mars    | 1re étape du Tour du District de Santarem                       | Portugal |        | Javier Benítez |
| 18 mars    | 4e étape du Tour du District de Santarem                        | Portugal |        | Javier Benítez |
| 12 avril   | 2e étape du Tour de l'Alentejo                                  | Portugal |        | Javier Benítez |
| 13 avril   | 3ea étape du Tour de l'Alentejo                                 | Portugal |        | Javier Benítez |
| 15 avril   | 5e étape du Tour de l'Alentejo                                  | Portugal |        | Javier Benítez |
| 17 juin    | 4e étape du GP Internacional CTT Correios de Portugal           | Portugal |        | José Azevedo   |
| 12 juillet | 1re étape du GP Internacional Torres Vedras - Joaquim Agostinho | Portugal |        | Javier Benítez |
| 14 juillet | 3e étape du GP Internacional Torres Vedras - Joaquim Agostinho  | Portugal |        | Javier Benítez |
| 15 juillet | 4e étape du GP Internacional Torres Vedras - Joaquim Agostinho  | Portugal |        | Javier Benítez |